# Ставицька Марія Іванівна
Марія Іванівна Ставицька (нар. 1 вересня 1997, Мелітополі) — російська з українським корінням  фігуристка — одиночниця. Живе і тренується в Петербурзі під керівництвом Тетяни Мішиної.

## Кар'єра
Марія — бронзовий призер Юніорського гран-прі 2012 у Німеччині, а також срібний призер турніру Українська Open 2013 року. Переможниця Європейського юнацького Олімпійського фестивалю 2013 (Брашов, Румунія). Двічі чемпіон міжнародного турніру «Кубок Ніцци» (Ніцца Cup) в категорії юніорів в 2011 і 2012 році. Переможниця Volvo Open Cup 2013 (Рига, Латвія). Срібний призер Спартакіади молоді Росії 2012 року в Красноярську.
Бронзовий призер V етапу Кубка Росії (2012), V переможниця етапу Кубка Росії (2013), в 2011—2014 рр. — член збірної Росії з фігурного катання.
Частину сезону 2013/2014 Ставицька пропустила через отриману травму і не могла кататися більше півроку.
Сезон 2014/2015 року виявився для Марії не найвдалішим: відновлення після травми проходило важко. У 2014 році вона замінила Аделіну Сотникову на московському етапі Гран-прі, де в підсумку посіла сьоме місце. На Чемпіонаті Росії 2015 в Сочі посіла 11 місце, хоча показаний нею результат був одним з найкращих у кар'єрі фігуристки.